# Tarsubulura perarmata
Tarsubulura perarmata ist eine Art der Spulwürmer und einziger Vertreter der Gattung Tarsubulura. Sie ist ein Parasit bei Sulawesi-Koboldmakis.

## Merkmale
Charakteristisches Merkmal der Gattung ist, dass die Lappen der Pharynxportionen eng sind und sich nach vorn in die Mundhöhle erstrecken.
Männchen von Tarsubulura perarmata sind 6 bis 7 mm lang, Weibchen 8 bis 10 mm. Der vordere Pharynxabschnitt (Cheilostom) und der hintere (Ösophastom) überlagern sich. Der fadenförmige Körper ist quergestreift. Die Mundöffnung ist von sechs Lippen umgeben, von denen jede mit Papillen besetzt ist. In der Basis der Mundhöhle sind drei Zähne ausgebildet. Die Zervikalflügel reichen vom Vorderende bis zum Ösophagus-Darm-Übergang. Der Nervenring liegt im vorderen Drittel des Ösophagus, die Ausscheidungspore in Höhe des Ösophagus. Letzterer ist röhrenförmig und geht in einen aufgetriebenen Bulbus über, welcher Klappen enthält. Der Schwanz ist bei beiden Geschlechtern kurz und endet in einem kurzen Dorn.
Die Mundhöhle der Männchen ist 60 µm tief. Der Nervenring liegt 240, die Ausscheidungspore 780 µm hinter dem Vorderende. Der Ösophagus ist 1,768 mm lang. Der Schwanz ist bauchwärts abgekrümmt und mit dem Enddorn 217 µm lang. Die beiden schlanken Spicula sind ähnlich in Größe und Form und in den vorderen zwei Dritteln korkenzieherartig gewunden. Sie sind 3,857 mm lang. Das Gubernaculum hat am proximalen Ende einen Knopf und ist 136 µm lang. Der Genitalsaugnapf ist elliptisch, 246 µm lang, hat keinen hervorstehenden Rand und liegt 354 µm vor der Kloake. Von den Schwanzpapillen liegen drei Paare vor der Kloake und sieben dahinter.
Die Mundhöhle der Weibchen ist 64 µm tief und 46 µm weit. Der Nervenring liegt 380, die Ausscheidungspore 750 µm hinter dem Vorderende. Der Ösophagus ist 1,818 mm lang. Die Vulva liegt vor der Körpermitte, die Vagina ist 220 µm lang. Die beiden Uteri liegen sich gegenüber. Die Eier sind dünnschalig und 64 × 48 µm groß. Der Schwanz ist 883 µm lang, 230 mm dick, der Enddorn 76 µm lang.

## Lebenszyklus
Als Zwischenwirt dienen Echte Grillen (experimentell wurden Vertreter der Gattungen Valanga und Oxya verwendet). Nach wenigen Stunden penetrieren die Larven den Mitteldarm des Insekts, die Larve 1 entwickelt sich in wenigen Tagen. Sie ist 345 bis 350 μm lang und 25–30 μm dick. Die erste Häutung erfolgt nach zwei Wochen, die zweite mit drei Wochen. Die infektiöse Larve entsteht bei 28 °C innerhalb von drei Wochen. Sie ist 1,1 mm lang und 115 μm dick. Von anderen Drittstadiumlarven der Subulurinae unterscheidet sie sich durch die Entwicklung von kutikulären Pharynxlappen.